# OVNI (programa de televisión)
OVNI fue una serie documental chilena transmitida por las pantallas de Televisión Nacional de Chile (TVN), con la conducción del periodista Patricio Bañados, bajo la productora chilena independiente Nueva imagen. La serie exploró diferentes episodios emblemáticos de la ufología chilena como el Caso Cabo Valdés o la isla Friendship.
La primera temporada fue emitida en el año 1999 y la última durante el 2000.

## Desarrollo
El programa se dedicaba a recopilar los testimonios de supuestos testigos de fenómenos ovni y contrastaba los hechos con la opinión de expertos como astrónomos, pilotos y científicos con el fin de intentar dar una explicación lógica al suceso.
La serie fue un fenómeno televisivo debido debido a la temática que abordaba en horario estelar, llegando a ser retransmitido por cadenas de televisión internacionales.
Parte de este éxito fue debido a la figura de Patricio Bañados que luego de haber sido uno de los rostros principales en la campaña del NO en 1988 y haber conducido programas como En Tabla (1990), Hoy en Tabla (1991-1992), El mirador (1991-2003) se alzaba como uno de los rostros televisivos más importantes en la opinión pública.
Años después del fin de la serie su conductor Patricio Bañados ha destacado la seriedad con la que se trató el tema. A pesar de esto se ha declarado un escéptico sobre el fenómeno ovni.

## Banda sonora
La banda sonora del programa se caracterizó por tener influencias techno, trance y house de finales de los años 1990. Esta estuvo a cargo del compositor chileno Cuti Aste el cual desarrolló pistas originales incluida la sintonía del programa. Durante 1999 se lanzó al mercado un CD y casete recopilatorio con la música del programa titulado OVNI - El Disco Tecno Bailable Del Milenio, el cual fue comercializado por Sony Music Chile.

## Lista de episodios

### Temporada 1[6]
1. Vigilantes en el cielo
2. Encuentros en la carretera
3. El incidente de Ketty
4. Amenaza en el espacio
5. El triángulo de Última Esperanza
6. Cazadores de ovnis
7. Secuestrados por extraterrestres
8. En busca del ovni enterrado
9. El cabo Valdés
10. Buscando contacto
11. Paleocontactos
12. Rastros de otros mundos
13. La isla Friendship

### Temporada 2
1. Caso Pastén - Contacto con el misterio Parte 1
2. Caso Pastén - Contacto con el misterio Parte 2
3. Objetivos militares
4. Carretera perdida
5. Cosecha biológica
6. Los secretos de Isla de Pascua
7. Evidencias en la Tierra
8. Encuentros cercanos del tercer tipo
9. Exploradores
10. El caso Juan Maldonado
11. Visitantes de otros mundos
12. Regreso a Friendship

## Distribución
- Latinoamérica: Discovery Channel (Latinoamérica) (años 2000).